# Fernando Pardo (músico)
Fernando Pardo es un músico nacido en Madrid (España), el 7 de diciembre de 1964. Hermano del músico y cantante Miguel Pardo (Sex Museum) y marido de la organista Marta Ruiz.
Es conocido principalmente por ser compositor y guitarrista del grupo de rock Sex Museum, con los que lleva desde su fundación en 1985. Además toca la guitarra en Los Coronas (grupo que fundó en 1991).
Ha participado en proyectos puntuales como The Tubular Greens (banda de acompañamiento del guitarrista australiano Kent Steedman, de The Celibate Rifles) y The Thunderbolts, banda nacida como un tributo a Phil Lynott junto a Ross the Boss (de The Dictators y Manowar).
Además de como músico y compositor ha trabajado como productor discográfico en numerosas ocasiones (incluyendo la mayoría de los álbumes en los que ha participado como guitarrista).

## Discografía

### Con Corizonas
- Dos Bandas Y Un Destino (EP) (Subterfuge Records, 2010)
- Dos Bandas Y Un Destino. El Concierto (Subterfuge Records, 2011)
- The News Today (Subterfuge, 2011)

### Con Sex Museum
- Fuzz Face (Fidias, 87), LP. Reeditado en 1992 por Animal con diferente portada.
- Sex Museum vs Los Macana (Romilar D, 1988) Mini LP compartido con el grupo Los Macana. Reeditado en CD en 1993 por Emi Odeon.
- Independence (Romilar D, 1989), LP y CD. La edición en CD venía con cinco temas extras. Reeditado en 1993 por Emi Odeon.
- Nature's Way (Fábrica Magnética, 1991), LP.
- The Fabulous & Furry Sex Museum (Animal, 1992), Doble LP, CD.
- Sparks (Roto Records, 1994), LP y CD. Reeditado en CD por Locomotive Music en 2000.
- Sum (Roto Records, 1995), LP y CD. Reeditado en CD por Locomotive Music en 2000. En la edición en CD aparecen como temas extras las canciones de The Covers EP.
- The Covers EP (Roto Recods, 1995). 7". Se distribuyó junto con Sum.
- Sonic (Locomotive Music, 2000), CD.
- SpeedKings (Locomotive Music, 2001), CD.
- Fly by Night (Locomotive Music, 2004), doble CD en directo, grabado en la Sala Caracol de Madrid el 10 de octubre de 2003.
- Fly by Night (Locomotive Music, 2004), DVD en directo, con el concierto íntegro (3 canciones más que el doble CD).
- United (Locomotive Music, 2006), CD.
- Fifteen Hits That Never Were (Locomotive Music, 2008), CD.

### Con Los Coronas
- Los Coronas (Tritone Records, 1995)
- Gen-U-Ine Sounds (Tritone Records, 1996)
- The Vivid Sounds Of... (El Toro Records, 2003). Recopilatorio de sus trabajos anteriores.
- Caliente caliente (Tritone Records, 2004)
- Surfin' Tenochtitlan (Gaztelupeko Hotsak-Isotonic Records, 2006) Recopilatorio de temas regrabados para la ocasión.
- El Baile Final... de los Locos y los Cuerdos (Bitter-Sweet, 2009)
- Have A Cocktail With... Los Coronas & The Hi-Risers 10" (Gaztelupeko Hotsak, 2009)
- Adiós Sancho (Tritone Records, 2013)

### Con The Matadors
- What's Wrong With Modern Youth? (Roto Records, 1996)

### Con Wonderboys
- Wonderboys (Animal Records, 1999)

### Con Kent Steedman & The Tubular Greens
- Live at Gruta 77 (Dock-Land, 2006). CD y DVD con el concierto que dieron en Gruta 77 el 21 de enero de 2005.

### Con The Thunderbolts
- The Thunderbolts (Rock-On, 2006)